# WLII-DT
WLII-DT (mais conhecida como TeleOnce) é uma emissora de televisão porto-riquenha licenciada para Caguas, porém sediada em Guaynabo, servindo o mercado de televisão de San Juan, respectivamente cidades e capital do território de Porto Rico. Opera no canal 11 VHF digital, e é afiliada à Univision. Pertence ao Liberman Media Group. Os estúdios da WLII-DT estão localizados na Calle Carazo em Guaynabo, e os equipamentos de transmissão estão localizados próximos à montanha da reserva Bosque Estatal de Carite.

## História

### WKBM-TV (1960-1985)
Em 1960, Rafael Pérez Perry recebeu autorização do governo para o canal 11 VHF de Caguas. A emissora, que tinha o prefixo WKBM-TV, foi inaugurada em 27 de maio do mesmo ano. Na época, Rafael era dono de uma das emissoras de rádio de maior sucesso da ilha, a WKVM (810 AM), e da WSUR-TV (canal 9 em Ponce), então afiliada à WAPA-TV (canal 4), que passou a formar, junto à WKBM-TV e a W08AB (canal 8 em Guayama), a Telecadena Pérez Perry. Em 1974, a rede também passou a ser retransmitida pela WVEO (canal 44 em Aguadilla/Mayagüez).
Rafael morreu de ataque cardíaco em 10 de maio de 1978, enquanto trabalhava no transmissor da WKBM-TV, então localizado no Cerro La Marquesa, na cidade de Guaynabo. Com a morte de Rafael, a WKBM-TV e o grupo Pérez Perry Enterprises passaram a ser geridos por seus três filhos, o que acabou resultando na declaração de falência da emissora, em 1981. A WKBM-TV, junto a suas emissoras afiliadas, saiu do ar no dia 4 de setembro daquele ano. O último programa a ser exibido pela emissora foi o Noche a Noche.

### WLII (1985-2009)
Em 1985, a produtora Lorimar-Telepictures adquiriu a WKBM-TV do tribunal de falência por US$ 6,125,000. A compra foi aprovada pela FCC em 22 de julho do mesmo ano, e o prefixo da emissora foi alterado para WLII em 12 de dezembro.
A WLII foi reinaugurada em 27 de abril de 1986 com a nomenclatura TeleOnce e o novo slogan "Vívelo" ("Viva").  Além da emissora irmã WSUR-TV, a WLII também reestreou tendo sua programação retransmitida pela WNJX-TV (canal 22 em Mayagüez), que entrou no ar no mesmo dia. A emissora se tornou um sucesso nessa época ao transmitir programas populares americanos dublados em espanhol, especialmente Os Simpsons.
A WLII foi vendida para o Malrite Communications Group em 1991, após o grupo vender a WSTE (canal 7).
Em 1995, à meia-noite, a TeleOnce deu início a uma parceria com as afiliadas WORA-TV (canal 5 em Mayagüez), que na época havia encerrado sua afiliação com a WKAQ-TV (canal 2), e WSTE (canal 7 em Ponce). No entanto, manteve a afiliação da WNJX-TV e continuou retransmitindo sua programação pela sua emissora irmã WSUR-TV, o que fez com que essas cidades e regiões tivessem duas afiliadas da TeleOnce cada. No mesmo ano, a WLII acabou encerrando as afiliações da WNJX-TV e WSTE.
Em 1998, a WLII e a WSUR-TV, junto às demais emissoras do grupo Malrite, foram adquiridas pela Raycom Media.
Em 2002, a Univision fechou um acordo de arrendamento com a Raycom Media para administrar a WLII e a WSUR-TV, com o intuito de adquirir as emissoras. Com isso, a emissora abandonou a nomenclatura TeleOnce, e passou a se identificar como Univision Puerto Rico. 
A WLII e a WSUR-TV foram vendidas oficialmente para a Univision Communications em 20 de junho de 2005, e no mesmo ano, a WLII se mudou de seus estúdios no bairro Puerta de Tierra, em San Juan, para uma nova sede em Guaynabo.

### WLII-DT (2009-atual)
Em 23 de junho de 2009, após a transição para o sinal digital, a WLII alterou seu prefixo para WLII-DT.
Em 17 de outubro de 2014, a WLII-DT passou a ter o mesmo gerente geral que as emissoras de rádio da Univision em Porto Rico, após uma reformulação que encerrou a produção da maioria dos programas locais da emissora.
Em 25 de fevereiro de 2020, as firmas de investimento ForgeLight (lançada pelo fundador e CEO e ex-CFO da Viacom, Wade Davis) e Searchlight Capital concordaram em adquirir a participação de controle de 64% na Univision Communications, enquanto a proprietária minoritária Televisa continuou a deter sua participação de 36% na empresa. No entanto, tanto a Searchlight quanto a ForgeLight tinham participação no Hemisphere Media Group, que é proprietário da WAPA-TV em San Juan. Com isso, a Univision foi obrigada a se desfazer da WLII-DT e suas emissoras irmãs repetidoras para cumprir os limites de propriedade.
Em 27 de agosto de 2020, a Univision anunciou que a WLII-DT e suas emissoras repetidoras seriam adquiridas pelo Liberman Media Group, uma empresa de propriedade do fundador da Estrella Media, Lenard Liberman, por US$ 1 milhão cada. A venda foi concluída em 10 de dezembro do mesmo ano. No mesmo período, foi anunciado que a WLII-DT voltaria a usar a nomenclatura TeleOnce. Em 19 de janeiro de 2021, o Liberman Media Group nomeou Winter Horton como o novo gerente geral da emissora.
A WLII-DT manteve a nomenclatura Univision Puerto Rico até 18 de fevereiro de 2021, quando às 20h, a marca na tela mudou para TeleOnce. A emissora deu uma coletiva de imprensa revelando o logotipo da nova emissora e uma nova grade de programação que incluiu o retorno dos telejornal locais após mais de seis anos do encerramento de seu departamento de jornalismo, contando com o diretor de jornalismo da WAPA-TV, José Enrique Cruz, como consultor de jornalismo da emissora, e a estreia de novos programas como Ahora Es que Es e uma nova temporada de La Comay, que estreou em 1 de março às 17h55, trazendo altos índices de audiência para a emissora.
Em 2 de julho de 2021, o Liberman Media Group e a TeleOnce firmaram um acordo de distribuição com os subcanais 55.11 da WACX em Orlando e 19.4 da WGCT-LD em Tampa (MegaTV Orlando, administrados pela MegaTV), para exibir programação da WLII-DT. Os programas locais La Comay, Jugando Pelota Dura e Ahora Es que Es iriam começar a ser transmitidos nessas emissoras da Mega TV ao vivo ou gravados no mesmo dia em que são exibidos originalmente em Porto Rico.

## Sinal digital
| WLII-DT |               |                    |                                              |
| PSIP    | Canal digital | Resolução de vídeo | Programação                                  |
| 11.1    | 11 VHF        | 1080i              | Programação principal da WLII-DT / Univision |
| 11.2    | 11 VHF        | 1080i              | Programação do canal ELII-DT / UniMás        |
| 11.3    | 11 VHF        | 480i               | QVC                                          |

| WSUR-DT |               |                    |                                     |
| PSIP    | Canal digital | Resolução de vídeo | Programação                         |
| 9.1     | 9 VHF         | 1080i              | Simulcast da WLII-DT / Univision    |
| 9.2     | 9 VHF         | 1080i              | Simulcast do canal ELII-DT / UniMás |
| 9.3     | 9 VHF         | 480i               | QVC                                 |

A WLII-DT começou a transmitir seus telejornais locais em alta definição em 26 de setembro de 2010.

### Transição para o sinal digital
Com base no decreto federal de transição das emissoras de TV estadunidenses do sinal analógico para o digital, a WLII descontinuou sua programação regular no sinal analógico pelo canal 11 VHF em 12 de junho de 2009. Logo após a transição, a emissora deixou de operar no canal 52 UHF digital, que estava entre os canais UHF de banda alta (de 52 a 69) removidos do uso para transmissão, e passou a operar no canal 11 VHF digital.

## Programas
Além de retransmitir a programação nacional da Univision, a WLII-DT produz e exibe os seguintes programas:
- Acuéstate con Francis: Talk show, com Francis Rosas;
- Jugando Pelota Dura: Análise política, com Ferdinand Pérez;
- La Comay: Entretenimento, com Kobbo Santarrosa ("La Comay") e Yan Ruiz;
- Las Noticias Ahora: Telejornal, com Celimar Adames Casalduc e Ricardo Currás;
- Las Noticias Prime: Telejornal, com Celimar Adames Casalduc e Ricardo Currás;
- Las Noticias Última Edición: Telejornal, com Celimar Adames Casalduc e Ricardo Currás;
- Locos con los Autos: Setor automotivo, com Emilio Colón e Ferdinand Pérez;

Diversos outros programas compuseram a grade da emissora, e foram descontinuados:
- ¡Ahora Es!
- ¡Ahora Es que Es!
- A Fuego
- Almorzando
- Anda Pa'l Cará
- Atácate
- Cambia Cambia
- Despierta Puerto Rico
- Dime la Verdad
- Edición Puerto Rico
- Ellas al Mediodía
- El Hit del Momento
- El Kiosko Budweiser
- El Once en Las Noticias
- El Show de Awilda
- El Show de Carmita
- El Show de Iris Chacón
- El Show de Lissette
- El Súper Show
- Entrando por la Cocina
- Estos Dos Sin Frenos
- La Noche Encima
- La Noche es Nuestra
- Las Noticias Xtra
- Las Noticias Univision
- Los Seis de la Tarde
- LIO
- Mediodia Circular
- NBA Jam
- Noche a Noche
- Notanserio Univision
- Pulso Preciso
- Que Sorte que es Domingo
- R con R
- Rubén & Co.
- Sal y Pimienta
- Super Show Goya
- Tarde en la Noche
- Tira y Tapate
- Tu Mañana
- Tu Mediodia
- Una Buena Tarde
- Una Hora Contigo
- Una Chica llamada: Ivonne Coll
- Yo Soy el Gallo
- Yo Soy un Gamer

### Jornalismo
A WKBM-TV inovou ao ser a primeira emissora de televisão a ter um telejornal que contava com a participação de outros jornalistas além do âncora no estúdio, além de repórteres na rua. Uma formatação muito diferente do que era apresentado nas emissoras concorrentes. Outra revolução trazida pelo jornalismo da emissora era a participação ativa de mulheres em um telejornal, algo que também não era comum na televisão porto-riquenha. O programa, intitulado El Once en Las Noticias, estreou em 1975, e foi criado pelo diretor de jornalismo da emissora, Neftalí Rodriguez.
Na reestruturação e retorno da emissora como WLII, o jornalismo da emissora foi retomado em 27 de maio de 1986, com a estreia do Las Noticias, sendo exibido às 17h e apresentado por Ramón Enrique Torres e Jennifer Wolff. Em 1990, uma edição do telejornal ao meio dia estreou com Ramón e Margarita Aponte como âncoras, e pouco após, uma edição às 22h30, também apresentada por Ramón.
Em 11 de março de 1991, a WLII estreou um telejornal matinal exibido durante a semana, o Tu Mañana. O programa tinha como âncoras Carlos Ochoteco e Cyd Marie Fleming, e tinha quadros que contavam com a opinião de especialistas sobre diversos temas.
Em 1996, uma revista investigativa mensal começou a ser exibida com o nome Las Noticias Xtra, que exibia reportagens consideradas chocantes por muitos. O programa acabou sendo reduzido a um segmento semanal apresentado durante as edições das 18h e 23h do Las Notícias.
Após a afiliação com a Univision em 2002, o Las Noticias foi renomeado para Las Noticias Univision e passou a usar o pacote gráfico padrão das demais emissoras próprias da Univision.
Em março de 2009, devido aos cortes orçamentários impostos pela Univision em Miami, a WLII-DT demitiu quase 30 funcionários do departamento de jornalismo, e os telejornais exibidos durante a semana tiveram sua duração reduzida de uma hora para 30 minutos.
A WLII-DT deixou de produzir telejornais de fim de semana em 5 de janeiro de 2014. Logo após, reduziu sua programação de jornalismo de 35 horas e meia para 32 horas e meia de duração por semana, além de ter realizado demissão de 19 funcionários. Em 17 de outubro do mesmo ano, a Univision anunciou que Jaime Bauzá foi promovido ao cargo de vice-presidente sênior e gerente geral de todas as operações da rede em Porto Rico. A primeira mudança que ele fez foi a demissão de 109 funcionários, incluindo repórteres, âncoras, cinegrafistas, entre outros, o que ocasionou o fechamento de todo o departamento de jornalismo. Nesse dia, o programa matinal Tu Mañana foi exibido normalmente, mas o vespertino Tu Mediodia não foi exibido, sendo substituído por um drama mexicano.
O talk show de mesa redonda Rubén & Co. substituiu o horário local das 17h deixado pelo Las Noticias Univision. O programa tinha originalmente meia hora, e era exibido durante a semana, às 22h30. Foi cancelado em 20 de janeiro de 2016.
Em novembro de 2017, foi anunciado que o programa de análise política Jugando Pelota Dura se mudaria para a WLII-DT após estrear inicialmente na WUJA (canal 58) e na WMTJ (canal 40). O programa, apresentado pelo radialista e ex-legislador do Partido Popular Democrático, Ferdinand Perez, com um painel de jornalistas e analistas políticos discutindo eventos atuais, estreou sendo exibido às 18h, antes de ser realocado para vários horários na emissora. Atualmente, o programa é exibido às 19h, depois de La Comay.
Depois de mais de cinco anos sem telejornais, em 22 de abril de 2019, a WLII-DT passou a exibir um telejornal local de 60 minutos chamado Edición Digital Puerto Rico, com apresentação de Nydia González. O programa era produzido nos estúdios da estação irmã WOLE-DT, em Aguadilla. Em 5 de março de 2021, o telejornal foi exibido pela última vez como Edición Digital Puerto Rico e mudou de nome para Edición Puerto Rico em 8 de março, sendo exibido nos dias de semana às 17h30 (duração de 25 minutos) e 22h (uma hora inteira) e ainda era produzido nos estúdios da WOLE-DT, em Aguadilla. A última edição foi ao ar em 9 de julho de 2021.
Em 18 de fevereiro de 2021, a WLII-DT contratou José Enrique "Kike" Cruz, que foi diretor de jornalismo da WAPA-TV por 32 anos, para ser assessor do novo departamento de jornalismo da emissora, retomado após seis anos. Em 14 de abril, a emissora contratou Jenny Suarez, ex-produtora de jornalismo da WAPA-TV, como vice-presidente de jornalismo.
Em 7 de junho de 2021, a WLII-DT confirmou suas intenções de relançar seus telejornais com previsão de estreia entre o final de julho e início de agosto de 2021, no horário das 17h. Celimar Adames Casalduc (que ancorou o NotiCentro da WAPA-TV por 18 anos) foi contratada pela emissora para ser a âncora principal do telejornal e Deborah Martorell (que foi meteorologista chefe da WAPA-TV por 27 anos) passou a ser meteorologista chefe da WLII-DT. Nuria Sebazco (que anteriormente apresentava o noticiário matinal da emissora, Tu Mañana) também foi contratada (vinda da WKAQ-TV) e Tatiana Ortiz (também da WKAQ-TV) também foi anunciada como membro da equipe. Em 8 de junho, a WLII-DT também anunciou que Ricardo Currás (que estava na WXTV-DT) seria co-âncora do telejornal ao lado de Celimar.
Em 23 de junho de 2021, WLII-DT anunciou que o telejornal se chamaria Las Noticias, revivendo assim o título utilizado por quase 30 anos. O telejornal reestreou em 12 de julho, com três edições: Las Noticias Ahora, às 15h55, Las Noticias Prime, às 16h55 e Las Noticias Última Edición, às 22h00, sendo as três edições ancoradas por Celimar e Ricardo, com Deborah no quadro de meteorologia e Luis Joel Aymat no quadro sobre esportes.
Em 4 de outubro de 2021, Las Noticias estreou uma equipe de análise política composta pelo ex-governador porto-riquenho Anibal Acevedo Vila, a ex-candidata ao governo Alexandra Lúgaro, o jornalista e colaborador do Jugando Pelota Dura Leo Aldridge e o advogado Ramón Rosario Cortés. O segmento, intitulado El Comentario De La Tarde, apresenta um dos membros dessa equipe detalhando uma notícia ao lado dos âncoras.
Em 11 de outubro de 2021, o Las Noticias Última Edición mudou das 22h para as 23h devido à estreia do novo talk show noturno da WLII-DT, Acuéstate con Francis.

## Equipe

### Membros atuais

#### Apresentadores
- Celimar Adames Casalduc[77]
- Deborah Martorell[78]
- Ferdinand Pérez[79]
- Francis Rosas[80]
- Kobbo Santarrosa[81]
- Luis Joel Aymat[82]
- Ricardo Currás[83]
- Yan Ruiz[81]

#### Repórteres
- Elsa Velázquez[84]
- Jamiebeth González[84]
- Manuel Crespo Feliciano[84]
- Nuria Sebazco[85]
- Orlando Cruz[84]
- Shirlyan Odette[84]
- Tatiana Ortiz[86]

### Membros antigos
- Ada Monzón (hoje na WAPA-TV)[87]
- Alfred D. Herger[37]
- Ana Maria Santiago[88]
- Annie Alfaro[89]
- Arnaldo Ginés[88]
- Avelino Muñoz †[90]
- Braulio Castillo Hijo[91]
- Bruni Torres[92]
- Carlos Ochoteco[93]
- Carlos Weber[94]
- Carmita Jiménez †[95]
- Carmen Dominicci[96]
- Carmen Jovet[52]
- Daisy Sánchez[97]
- Dina Albanese[98]
- Doris Angleró[51]
- Eliezer Ramos Navarro[88]
- Elwood Cruz[99]
- Enrique Maluenda[47]
- Ernesto Díaz González[100]
- Felipe Gómez Martinez (hoje na WAPA-TV)[101]
- Francisco A. Flores[88]
- Hiram Collazo[100]
- Iris Chacón[42]
- Ivonne Coll[49]
- Jennifer Wolff[102]
- José Miguel Class †[103]
- Lillian Hurst[104]
- Lissette Álvarez Chorens
- Liza Lugo (hoje na WTCV)[105]
- Luis Francisco Ojeda
- Luz Odilia Font[106]
- Mariliana Torres[107]
- Miriam Ramírez Rodríguez[88]
- Myrta Silva †[48]
- Nephtalí Rodríguez †[53]
- Pedro Zervigón[108]
- Rafael Bracero[109]
- Ramón Enrique Torres (hoje na WTCV)[110]
- Raynee Hance †[111]
- Roberto Arias[88]
- Roberto Montalvo[100]
- Rommy Segarra[57]
- Ruth Fernández †[35]
- Sylvia Gómez (hoje na WKAQ-TV)[52]
- Susan Soltero[112]
- Vilma Carbia †[113]
- Yolanda Vélez Arcelay (hoje na WKAQ-TV)[114]

## Retransmissoras
| Prefixo | Cidade    | Canal         | Potência |
| ------- | --------- | ------------- | -------- |
| WOLE-DT | Aguadilla | 12.1 (12 UHF) | 47.5 kW  |
| WSUR-DT | Ponce     | 9.1 (9 VHF)   | 21.6 kW  |
| W21CX-D | Mayagüez  | 12.1 (21 UHF) | 18.1 kW  |
| W20DR-D | Humacao   | 11.1 (20 UHF) | 13.5 kW  |